# Kaiser-Ludwig-Denkmal

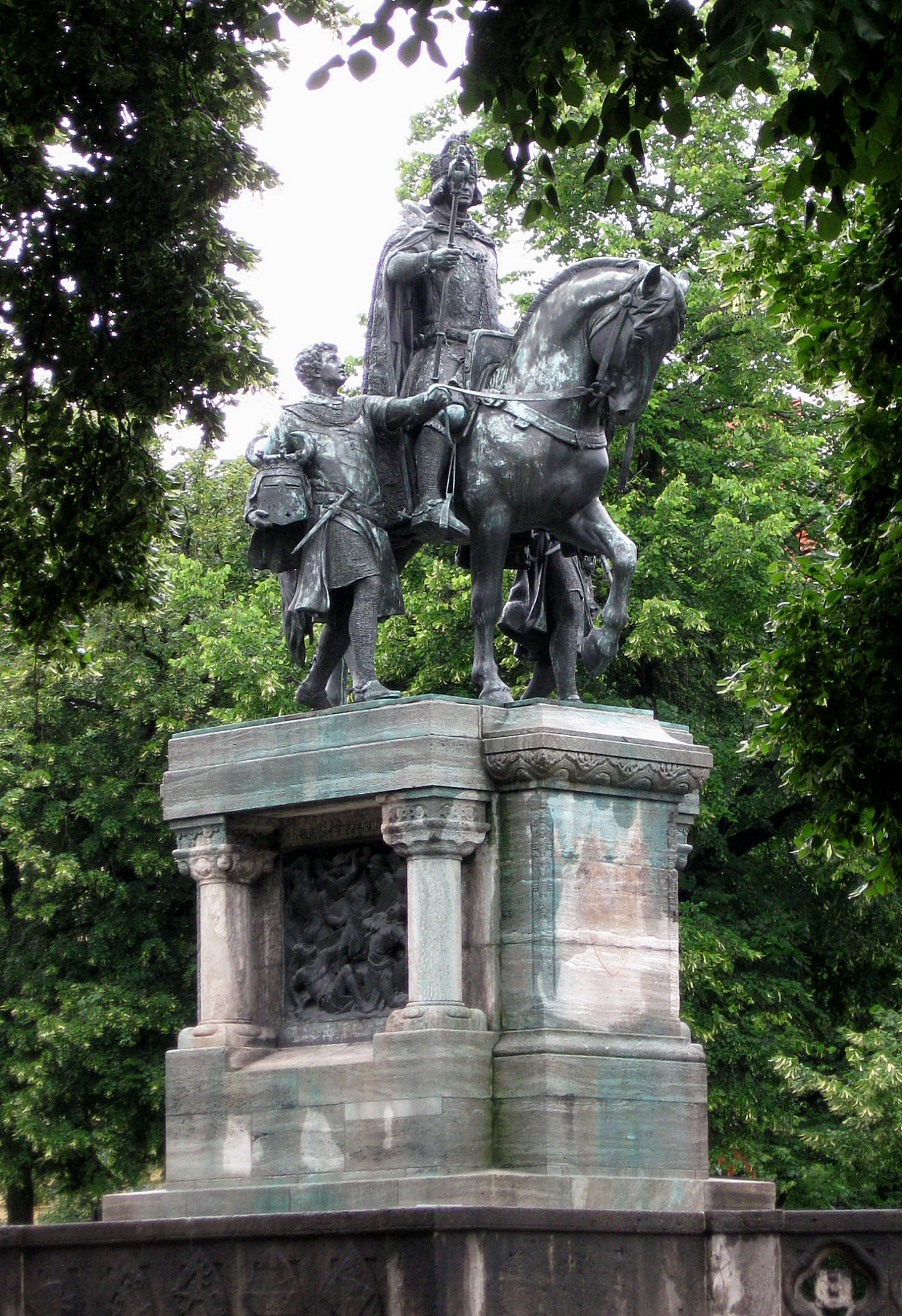
Das Kaiser-Ludwig-Denkmal

Das Kaiser-Ludwig-Denkmal auf dem Kaiser-Ludwig-Platz in München wurde 1903–1905 von den Bildhauern Emil Dittler und August Drumm im Stil der Neuromanik geschaffen.

## Beschreibung
Die Figuren aus Bronze zeigen Ludwig IV. den Bayern zu Pferd mit Reichskrone, -szepter und -apfel in Begleitung zweier Ritter zu Fuß mit Helmen, Schwertern und Schilden. Der Sockel aus Stein zeigt die Inschrift „Kaiser Ludwig der Bayer“ und das Reichswappen auf der Vorderseite. Die Reliefs aus Bronze „Die Baecker stritten wahrer Ritter gleich“ auf der Ostseite und „Jedem ein Ey dem frommen Schweppermann zwey“ auf der Westseite nehmen Bezug auf die Schlacht bei Mühldorf. Es steht unter Denkmalschutz.

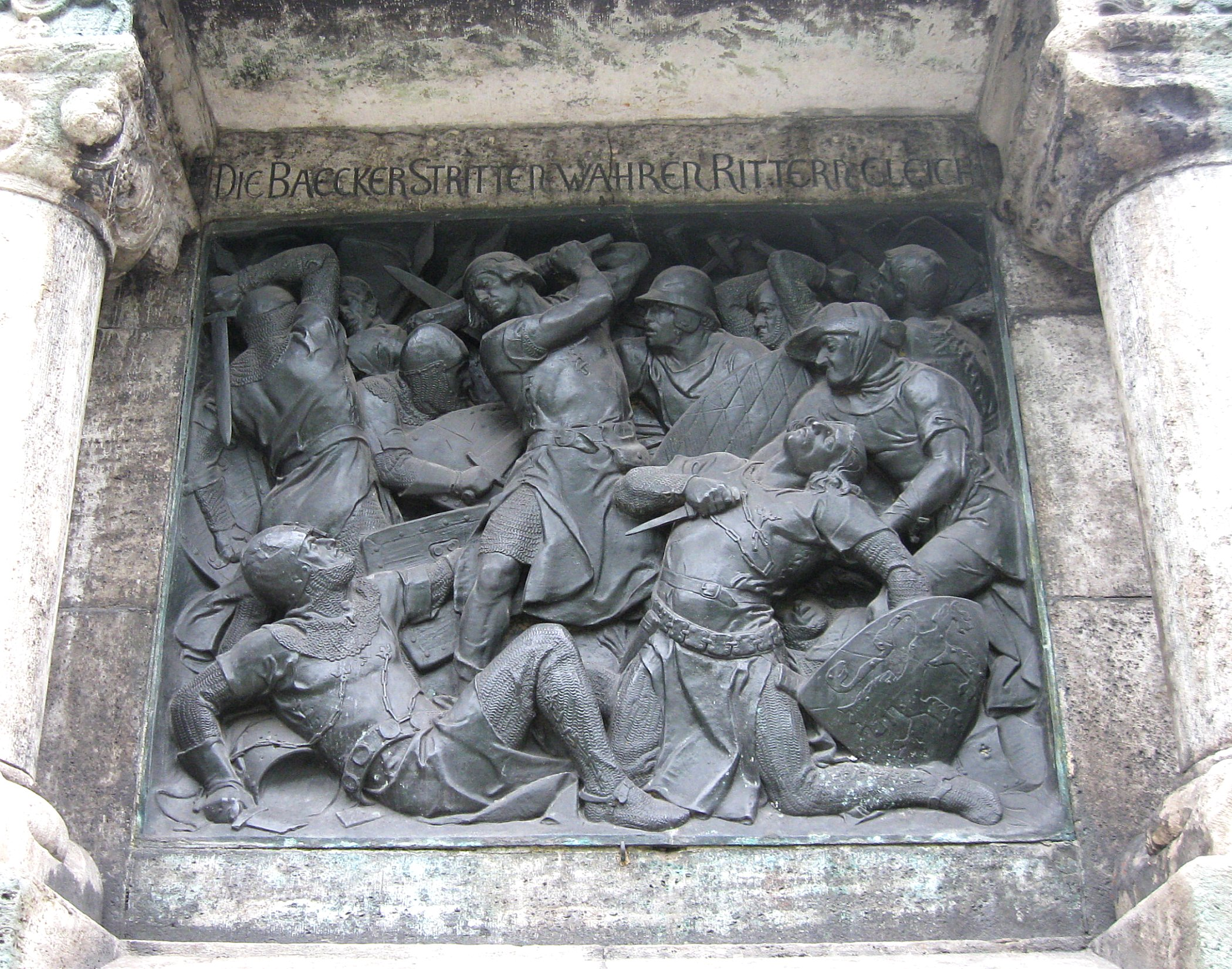
Relief auf der Ostseite
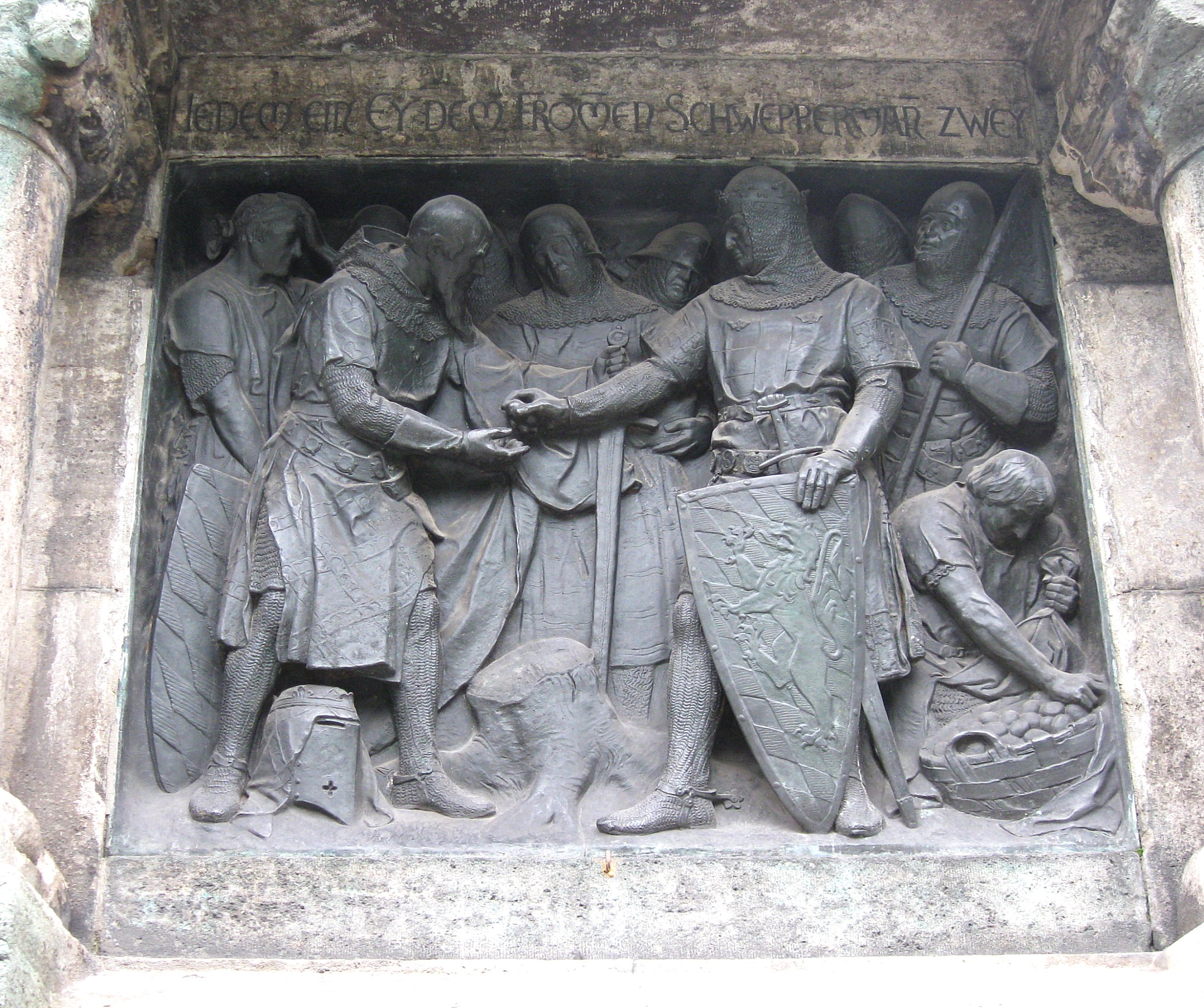
Relief auf der Westseite